# Densidad urbana
Densidad urbana es un término usado en planificación urbana y diseño urbano para referirse al número de personas que habitan un área urbanizada determinada. Como tal, debe distinguirse de otras medidas de densidad de población. La densidad urbana se considera un factor importante para entender cómo funcionan las ciudades. La investigación relacionada con la densidad urbana se realiza en diversas áreas, incluidas la economía, la salud, la innovación, la psicología y la geografía, así como la sostenibilidad. 

## Sustentabilidad

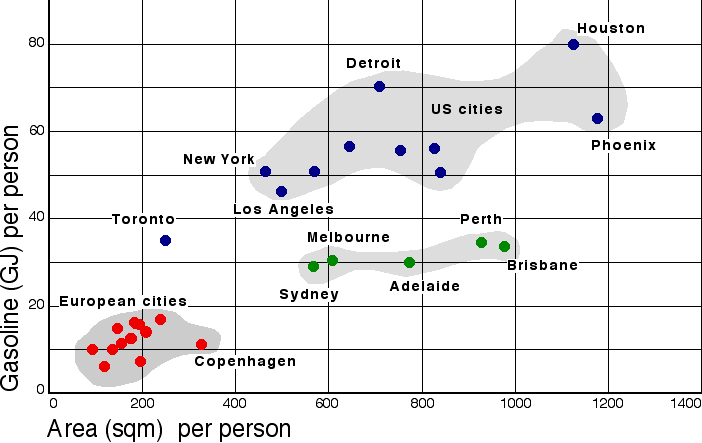
Un gráfico que muestra la relación entre la densidad urbana y el uso de la gasolina.

Se suele afirmar que las ciudades de mayor densidad son más sostenibles que las ciudades de baja densidad.  Gran parte de la teoría de la planificación urbana, particularmente en América del Norte, el Reino Unido, Australia y Nueva Zelanda, se ha desarrollado con el objetivo de elevar las densidades urbanas, como el Nuevo urbanismo, el desarrollo orientado al Tránsito y el crecimiento inteligente.  Sin embargo, el vínculo entre la densidad urbana y los aspectos de sostenibilidad sigue siendo un área disputada de la teoría de la planificación.  Jan Gehl, destacado diseñador urbano y experto en urbanismo sostenible, argumenta que las ciudades dispersas y de baja densidad son insostenibles ya que dependen del automóvil. Una minoría, como Randy O'Toole del Libertarian Cato Institute, responde que el aumento de las densidades se traduce en bienes raíces más caros, mayor congestión vial y más contaminación del aire localizada. Otros responden que la congestión del tráfico no es resultado de la densidad de población sino de la capacidad de estacionamiento. A un nivel más amplio, existe evidencia que indica una fuerte correlación negativa entre el consumo total de energía de una ciudad y su densidad urbana general, es decir, a menor densidad, más energía se consume.

## Medición
La densidad urbana es una medida muy específica de la población de un área urbanizada, excluyendo los usos del suelo no urbanos.  Los usos no urbanos incluyen espacios abiertos regionales, agricultura y cuerpos de agua. 
Hay una variedad de otras formas de medir la densidad de las áreas urbanas: 
- Relación de área de piso: el área de piso total de los edificios dividida por el área de terreno del lote sobre el cual se construyen los edificios
- Densidad residencial: el número de unidades de vivienda en un área determinada
- Densidad de población: el número de personas en un área determinada
- Densidad de empleo: el número de empleos en un área determinada
- Densidad bruta: cualquier cifra de densidad para un área de tierra determinada que incluya usos no necesariamente relacionados directamente con la figura (generalmente carreteras y otras infraestructuras de transporte)
- Densidad neta: una figura de densidad para un área determinada de tierra que excluye la tierra que no está directamente relacionada con la figura.
- Densidad ponderada: una métrica de densidad que mide la densidad a la que vive el ciudadano promedio.  Se determina calculando la densidad estándar de cada área censal, asignando a cada una ponderación igual a su parte de la población total y luego agregando los segmentos.

## Otras lecturas
- Newman, P and Kenworthy, J (1999) Cities and Sustainability: Overcoming automobile dependence, Washington, D. C. : Island Press ISBN 1-55963-660-2
- Pont, Meta Y. Berghauser and Haupt, Per (2010) Spacematrix: Space, Density and Urban Form, NAi Publishers, ISBN 9789056627423
- Dovey, Kim and Pafka, Elek (2014) "The urban density assemblage: Modelling multiple measures" in Urban Design International, vol.19, nr. 1, pg.66-76